# Veliki Burluk
Veliki Burluk (en ucraniano: Великий Бурлук, romanizado: Velykyi Burluk, lit. 'gran pantano'; en ruso: Великий Бурлук) es un pueblo ucraniano perteneciente al óblast de Járkov. Situado en el noreste del país, el asentamiento es parte del raión de Kúpiansk y centro del municipio (hromada) homónimo.

## Toponimia
El nombre del asentamiento deriva de burluk (barro grande, pantano), que es un derivado de la palabra buruluk en el idioma tártaro (el nombre apareció durante las incursiones de los tártaros de Crimea).

## Geografía
Veliki Burluk está situado en la orilla izquierda del río Veliki Burluk, un afluente del Donets, y está ubicado en la región histórica de Ucrania Libre. Veliki Burluk está a 47 km al norte de Kúpiansk y a 108 km al noreste de Járkov.

### Clima
| Parámetros climáticos promedio de Veliki Burluk (1981–2010) | Parámetros climáticos promedio de Veliki Burluk (1981–2010) | Parámetros climáticos promedio de Veliki Burluk (1981–2010) | Parámetros climáticos promedio de Veliki Burluk (1981–2010) | Parámetros climáticos promedio de Veliki Burluk (1981–2010) | Parámetros climáticos promedio de Veliki Burluk (1981–2010) | Parámetros climáticos promedio de Veliki Burluk (1981–2010) | Parámetros climáticos promedio de Veliki Burluk (1981–2010) | Parámetros climáticos promedio de Veliki Burluk (1981–2010) | Parámetros climáticos promedio de Veliki Burluk (1981–2010) | Parámetros climáticos promedio de Veliki Burluk (1981–2010) | Parámetros climáticos promedio de Veliki Burluk (1981–2010) | Parámetros climáticos promedio de Veliki Burluk (1981–2010) | Parámetros climáticos promedio de Veliki Burluk (1981–2010) |
| Mes                                                         | Ene.                                                        | Feb.                                                        | Mar.                                                        | Abr.                                                        | May.                                                        | Jun.                                                        | Jul.                                                        | Ago.                                                        | Sep.                                                        | Oct.                                                        | Nov.                                                        | Dic.                                                        | Anual                                                       |
| ----------------------------------------------------------- | ----------------------------------------------------------- | ----------------------------------------------------------- | ----------------------------------------------------------- | ----------------------------------------------------------- | ----------------------------------------------------------- | ----------------------------------------------------------- | ----------------------------------------------------------- | ----------------------------------------------------------- | ----------------------------------------------------------- | ----------------------------------------------------------- | ----------------------------------------------------------- | ----------------------------------------------------------- | ----------------------------------------------------------- |
| Temp. máx. media (°C)                                       | -3.0                                                        | -2.5                                                        | 3.5                                                         | 13.9                                                        | 20.9                                                        | 24.4                                                        | 26.5                                                        | 25.9                                                        | 19.6                                                        | 11.8                                                        | 3.1                                                         | -2.3                                                        | 11.8                                                        |
| Temp. media (°C)                                            | -5.5                                                        | -5.6                                                        | -0.2                                                        | 8.5                                                         | 15.0                                                        | 18.5                                                        | 20.5                                                        | 19.5                                                        | 13.8                                                        | 7.2                                                         | 0.2                                                         | -4.4                                                        | 7.3                                                         |
| Temp. mín. media (°C)                                       | -8.2                                                        | -8.8                                                        | -3.6                                                        | 3.5                                                         | 9.1                                                         | 13.1                                                        | 15.1                                                        | 13.6                                                        | 8.8                                                         | 3.4                                                         | -2.3                                                        | -7.1                                                        | 3.1                                                         |
| Precipitación total (mm)                                    | 44.1                                                        | 38.1                                                        | 34.9                                                        | 36.6                                                        | 51.8                                                        | 70.3                                                        | 59.1                                                        | 46.2                                                        | 48.1                                                        | 46.8                                                        | 45.3                                                        | 44.5                                                        | 565.8                                                       |
| Días de precipitaciones (≥ 1.0 mm)                          | 9.9                                                         | 9.0                                                         | 8.1                                                         | 7.0                                                         | 6.8                                                         | 9.1                                                         | 7.7                                                         | 5.3                                                         | 6.8                                                         | 6.8                                                         | 7.9                                                         | 9.5                                                         | 93.9                                                        |
| Humedad relativa (%)                                        | 86.6                                                        | 84.3                                                        | 79.7                                                        | 67.4                                                        | 62.8                                                        | 69.0                                                        | 69.7                                                        | 66.9                                                        | 72.4                                                        | 79.6                                                        | 86.6                                                        | 87.2                                                        | 76.0                                                        |
| Fuente: World Meteorological Organization                   |                                                             |                                                             |                                                             |                                                             |                                                             |                                                             |                                                             |                                                             |                                                             |                                                             |                                                             |                                                             |                                                             |

## Historia
Veliki Burluk fue fundada en 1656 como villa de Shevelivka, y posteriormente renombrada a su nombre actual. En 1672, 390 familias cosacas con un total de 755 inmigrantes emigraron y el lugar recibió su nombre actual. Por la escritura del zar Pedro el Grande en 1693, las tierras de Veliki Burluk se convirtieron en propiedad de los Donets-Zajarzhevski.  
En 1841, Sloboda y las tierras adyacentes pasaron de los Donets-Zajarzhevski a ser propiedad de los Zadonski. En 1861, después de la abolición de la servidumbre, Velikiy Burluk se convirtió en un asentamiento de aldea. Por aquel entonces formaba parte del uyezd de Vovchansk, en la gobernación de Járkov del Imperio ruso.
En 1923, el pueblo se convirtió en el centro administrativo del distrito recién establecido. Aquí se publica un periódico local desde agosto de 1931.
Durante la II Guerra Mundial, Veliki Burluk fue ocupada por los alemanes desde junio de 1942 a febrero de 1943.
En 1963 obtuvo el estatus de asentamiento de tipo urbano.
Hasta el 18 de julio de 2020, la población fue el centro administrativo del raión de Veliki Burluk hasta su abolición como parte de la reforma administrativa de Ucrania, que redujo el número de raiones en el óblast de Járkov a siete, por lo que pasaría a formar parte del raión de Kúpiansk.En 2023, Veliki Burluk perdió el estatus de asentamiento de tipo urbano debido a la eliminación de este estatus administrativo.
Durante la invasión rusa de Ucrania, la población fue ocupada temporalmente por tropas rusas. En julio de 2022, Yevhen Yunakov, líder colaboracionista designado por Moscú como dirigente de la administración militar y civil de Járkov, falleció en un ataque con coche bomba llevado a cabo por partisanos ucranianos. El 11 de septiembre de ese mismo año la ciudad fue recuperada por el ejército ucraniano.

## Demografía
La evolución de la población de Veliki Burluk entre 1959 y 2022 fue la siguiente:
| 4490                                                          | 3697 | 4446 | 5224 | 5007 | 4154 | 3966 | 3614 |
| (Fuente: Cities & Towns of Ukraine y UKRAINE: Größere Städte) |      |      |      |      |      |      |      |

La mayoría de la población son ucranianos (80%), pero la ciudad cuenta también con minorías de rusos, armenios y gitanos.

## Infraestructura

### Arquitectura y monumentos
El principal lugar arquitectónico está la mansión de Donets-Zajarzhevski, de importancia local, que perteneció a representantes de una de las ramas de la familia noble Donets-Zajarzhevski-Zadonski. Además hay una placa conmemorativa a Valentyn Simyantsev, escultor y militar del ejército de la República Popular de Ucrania, instalado en la fachada del museo de historia local.

### Transporte
La carretera T 2104 conecta Veliki Burluk con Járkov. El asentamiento también tiene dos estaciones de tren, Selyshna y Burluk.

## Galería

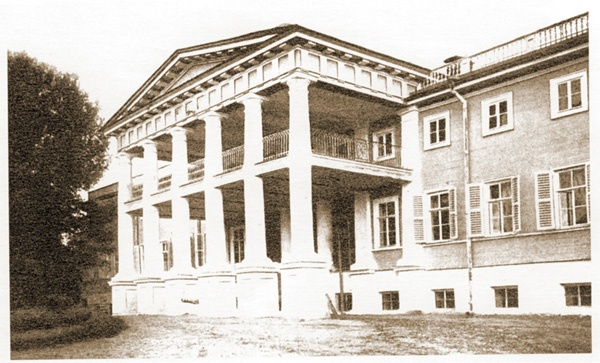
Mansión de los Donets-Zajarzhevski (1910)
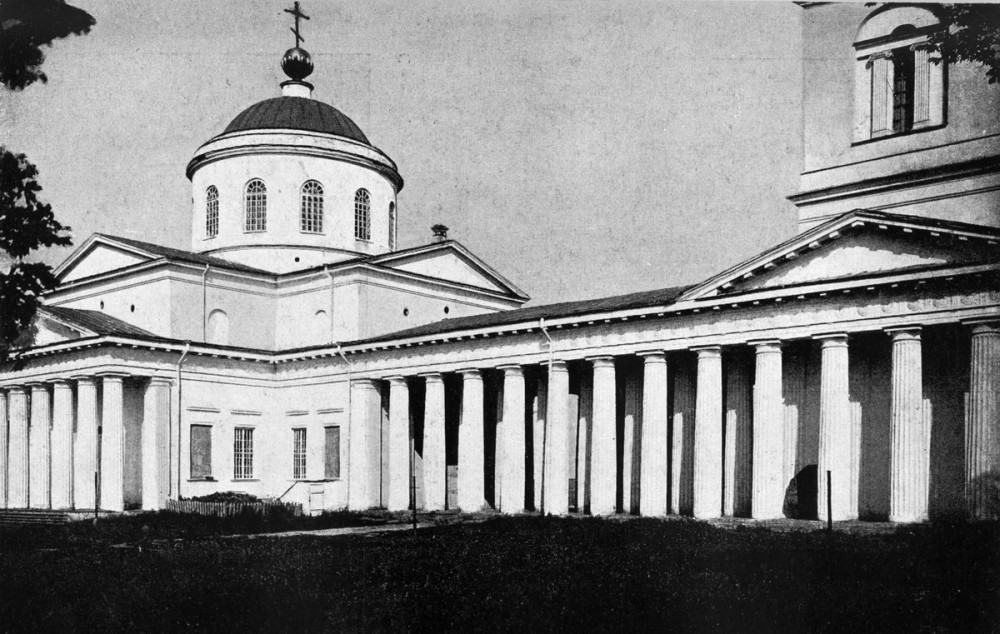
Antigua iglesia de Veliki Burluk (1910)
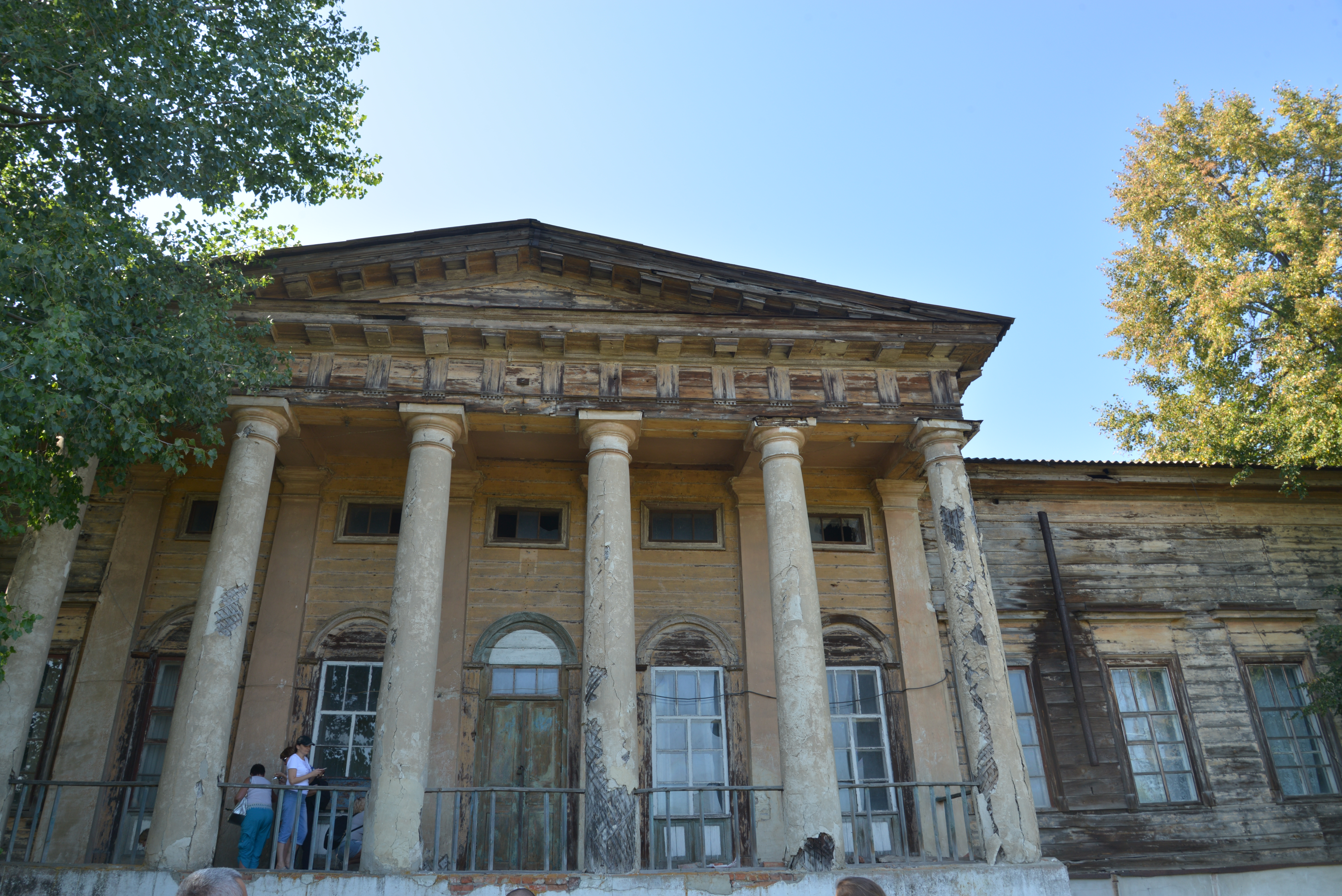
Mansión de los Donets-Zajarzhevski
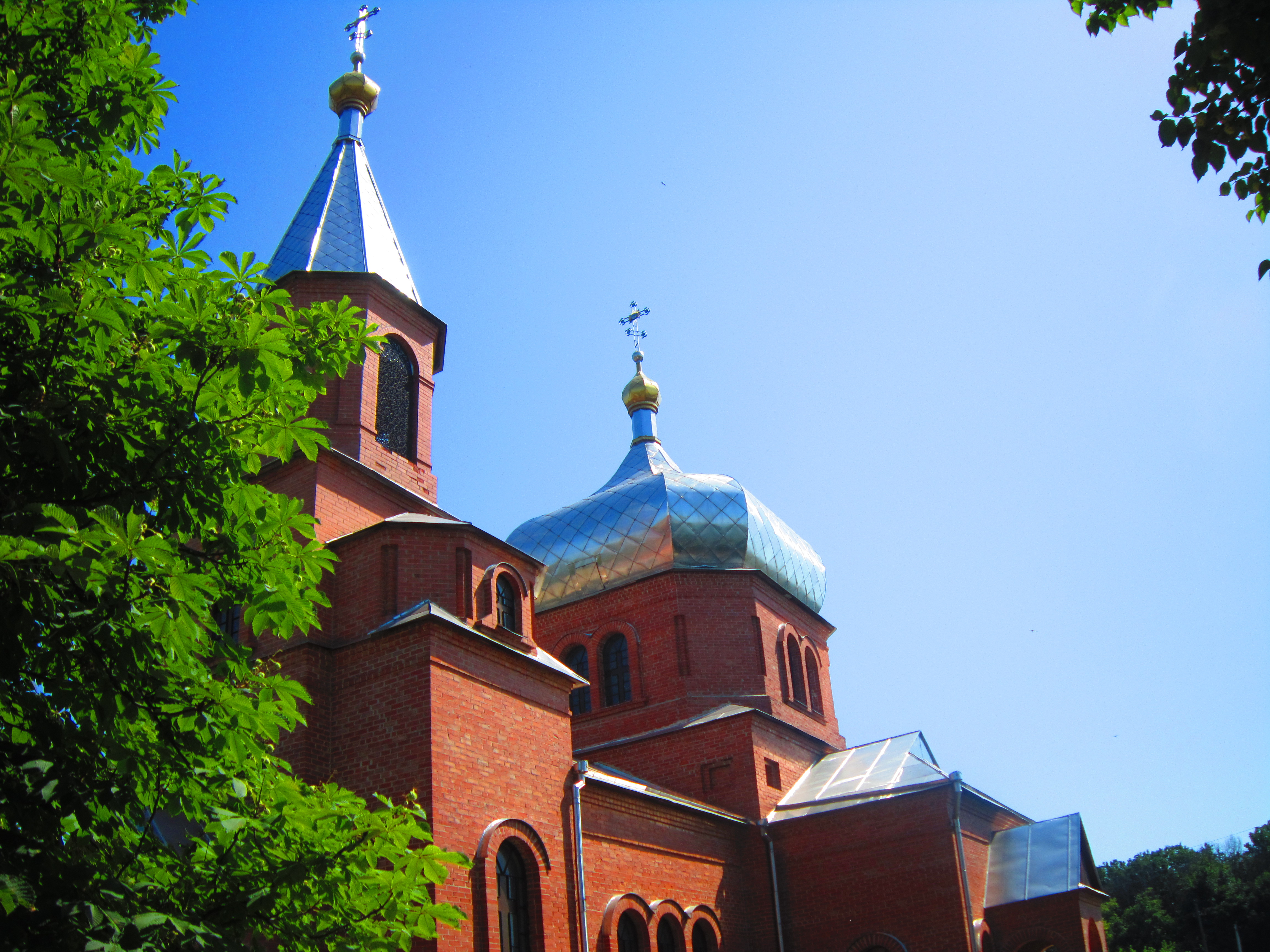
Iglesia de la Transfiguración
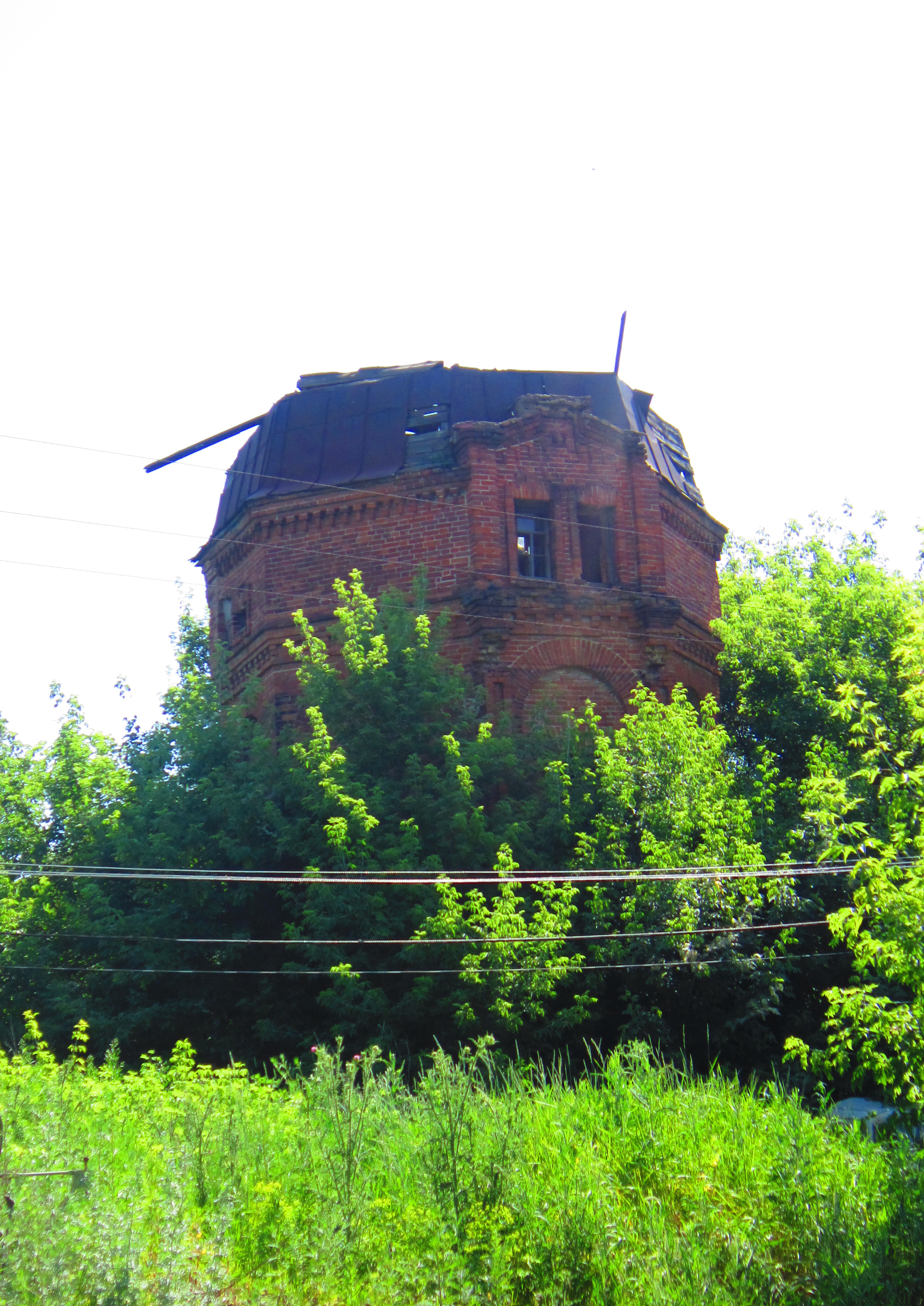
Torre del agua de Veliki Burluk
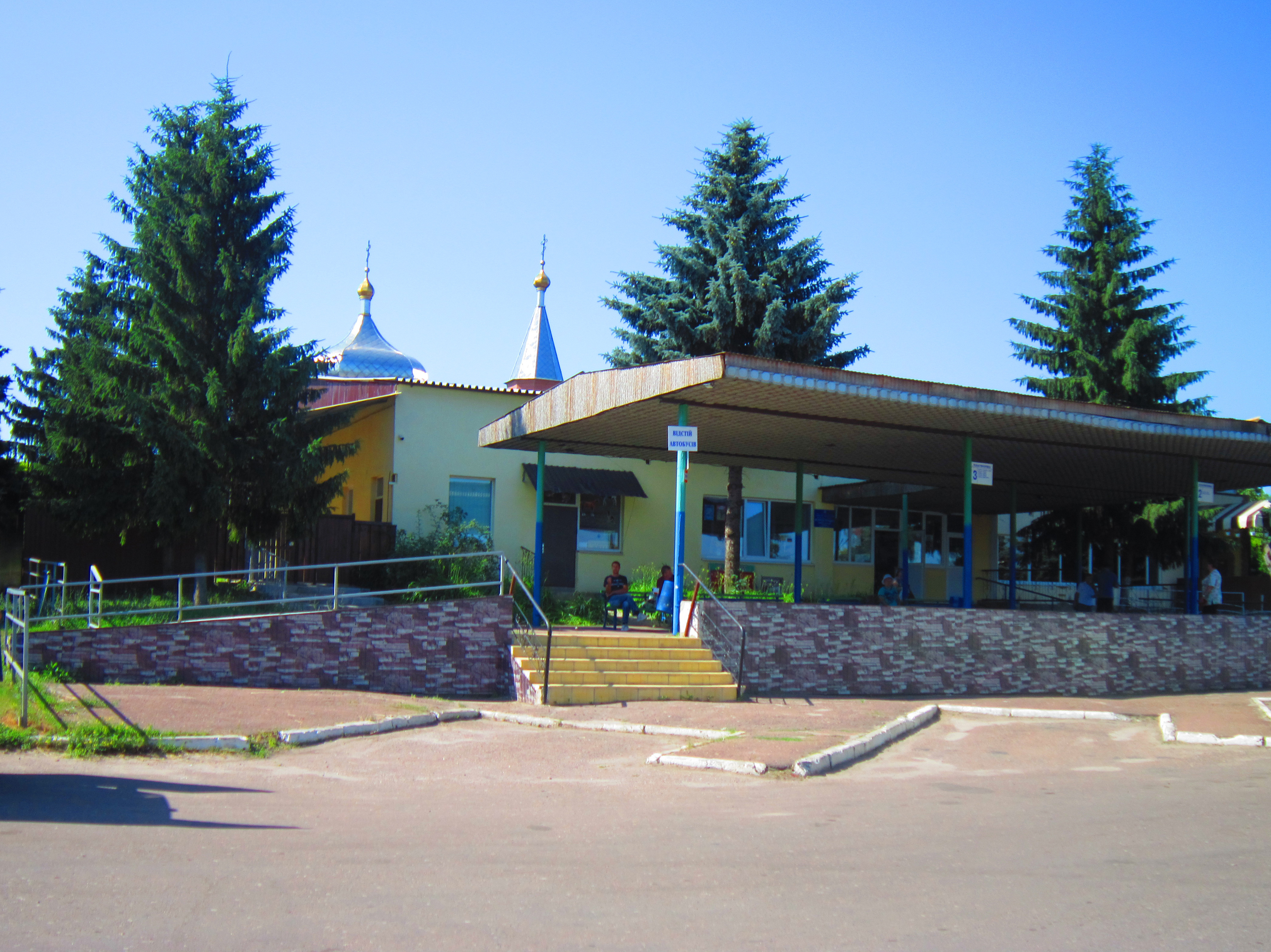
Estación de autobuses